# Tatort: Streng geheimer Auftrag
Streng geheimer Auftrag ist ein Fernsehfilm aus der Kriminalreihe Tatort. Der vom Westdeutschen Rundfunk unter der Regie von Markus Fischer produzierte Film wurde am 11. Oktober 1998 im Ersten Programm der ARD ausgestrahlt. Es ist der 5. Fall des Kölner Ermittler-Teams Ballauf und Schenk und die 398. Tatortfolge.

## Handlung
Dr. Jonas Reinhardt arbeitet an einem streng geheimen Auftrag. Am Ziel der Entwicklung eines neuen Nervengiftes bemerkt er, dass wichtige Unterlagen fehlen. Er muss seinem Vorgesetzten, Dr. Korber, den Verlust der Komponentenliste melden und ist davon überzeugt, dass seine Assistentin Petra Klein die Unterlagen entwendet hat. Er sucht sie auf und erfährt so, dass sie für den israelischen Geheimdienst arbeitet. Er nimmt ihr die Unterlagen wieder ab und übergibt sie Dr. Korber, der sie unbesehen an seinen arabischen Kunden Nadhila weiterreicht.
Petra Klein ruft in ihrer Angst Max Ballauf an, den sie beim letzten Stadtempfang kennengelernt hatte. Ehe er bei ihr eintrifft, erhält sie „Besuch“ von zwei Auftragskillern. Obwohl sie vom BKA überwacht wird, kommt ihr niemand zu Hilfe, da die Leute ihre Tarnung nicht auffliegen lassen wollen. Als die Kommissare Ballauf und Schenk bei Klein eintreffen, öffnet niemand die Tür.
Zur Warnung an Dr. Jonas Reinhardt legen die Killer ihm die Leiche von Petra Klein mit dem Hinweis Verräter sterben in seine Wohnung. Heimlich bringt er sie zum Rheinufer und versteckt sich bei seiner Frau und seinem Sohn. Nachdem die Leiche gefunden wurde und Ballauf und Schenk sich des Falles angenommen haben, macht sich Ballauf Vorwürfe, nicht sofort zu seiner Bekannten geeilt zu sein.
Nach Auswertung der ersten Hinweise finden Ballauf und Schenk Hinweise auf Kleins Agententätigkeit. Eine Wanze in ihrer Wohnung deutet auf eine Überwachung durch das BKA hin. Sie lassen sich vom Projektleiter des BND in Bonn, Elmar Sattmann, informieren. So erfahren sie, dass sowohl BKA als auch BND die Firma überwachen, in der Dr. Jonas Reinhardt an einem neuartigen Giftgas arbeitet. Es soll verhindert werden, dass die Formel dieses neuen Kampfstoffes das Land verlässt und in Arabien zu Kriegszwecken eingesetzt wird. Den Tod von Petra Klein betitelt er als „Betriebsunfall der Gegenseite“. Er will, dass sich Ballauf und Schenk bei ihrem Fall zurückhalten, bis der BND seine Angelegenheiten erfolgreich beendet hat. Dass sich die beiden das nicht gefallen lassen, gebieten ihnen die Berufsehre und ihr Ehrgeiz. Sie gehen sogar so weit, den unsympathischen Sattmann in der Botschaft vor all seinen Gästen bloßzustellen. In der Folge will Sattmann der Polizei insofern zuarbeiten, als er mögliche Hinweise auf den Mörder von Klein an Ballauf und Schenk weiterleitet. Anhand der Überwachungsfotos des BKA fällt der Verdacht zunächst auf Reinhardt. Ballauf erscheint dies jedoch zu einfach. Er bittet seinen Bekannten Leo Mantenga, sich in das Computersystem des BND zu hacken, und so finden sie weitere Überwachungsaufnahmen, welche die beiden Bodyguards von Nadhila bei dem Mord an Petra Klein zeigen.
Um die Araber zu stellen, müssen sich Ballauf und Schenk wieder direkt in die Arbeit von Sattmann einmischen. Im Showdown zwischen der Polizei, dem BND und Nadhilas Leuten erschießt Ballauf den Mörder von Petra Klein, Schenk nimmt Nadhila als Anstifter des Mordes fest und Dr. Jonas Reinhardt wird angeschossen. Sattmann selber wird sich wegen Strafvereitelung vor Gericht verantworten müssen.

## Hintergrund
Streng geheimer Auftrag wurde von Colonia Media im Auftrag des WDR  produziert. Die Dreharbeiten erfolgten vom 16. April bis zum 19. Mai 1998 in Köln und Umgebung.

## Rezeption

### Einschaltquoten
Bei seiner Erstausstrahlung am 11. Oktober 1998 wurde die Folge Streng geheimer Auftrag in Deutschland von 7,13  Millionen Zuschauer gesehen, was einem Marktanteil von 20,04 Prozent entsprach.

### Kritiken
„Brisanter Fall mit politischer Dimension“, befanden die Kritiker von TV Spielfilm.

### Trivia
Freddy Schenk festigt seine Vorliebe für großvolumige US-Autos und fährt in dieser Folge einen Cadillac Eldorado (1979–1985) mit dem Kennzeichen K-KE 16.